# Arroyo Colorado, Santiago Sochiapan
Arroyo Colorado är en ort i Mexiko.   Den ligger i kommunen Santiago Sochiapan och delstaten Veracruz, i den sydöstra delen av landet, 400 km sydost om huvudstaden Mexico City. Arroyo Colorado ligger 146 meter över havet och antalet invånare är 787.
Terrängen runt Arroyo Colorado är platt åt nordost, men åt sydväst är den kuperad. Runt Arroyo Colorado är det glesbefolkat, med 12 invånare per kvadratkilometer. Närmaste större samhälle är San Lorenzo, 10,1 km nordväst om Arroyo Colorado. I omgivningarna runt Arroyo Colorado växer i huvudsak städsegrön lövskog.